# Ernest Belfort Bax
Ernest Belfort Bax, född den 23 juli 1854, död den 26 november 1926, var en brittisk socialist, journalist och filosof.
Bax stod ursprungligen nära den idealistiska socialismen, som företräddes av William Morris och hade sitt organ i tidskriften Commonwealth. Senare anslöt han sig till Socialdemocratic federation som leddes av Henry Hyndman och var principiella ståndpunkter stod närmare socialdemokratin på europeiska kontinenten.
Bax kombinerade i sina otaliga skrifter Karl Marx ekonomiska idéer med filosofiska tankar från Immanuel Kant, Arthur Schopenhauer och Eduard von Hartmann.

## Verk
- Jean-Paul Marat (1878)
- Handbook to the History of Philosophy (1884)
- Religion of Socialism (1886)
- Ethics of socialism (1889)
- French Revolution (1890)
- The Problem of Reality (1893)
- Socialism; Its Growth and Outcome, skriven tillsammans med William Morris (1894)
- Essays in Socialism, New and Old (1906)
- The Roots of Reality (1907)
- The Legal Subjection of Men (1908), skriven tillsammans med en onämnd irländsk advokat
- The Last Episode of the French Revolution (1911)
- Problems of Men, Mind, and Morals (1912)
- The Fraud of Feminism (1913)